# Hans Traut
Hans Traut (25 de enero de 1895 - 9 de diciembre de 1974) fue un general alemán durante la II Guerra Mundial. Fue condecorado con la Cruz de Caballero de la Cruz de Hierro con Hojas de Roble de la Alemania Nazi.
Traut se rindió a las tropas del Ejército Rojo en el curso de la ofensiva soviética de Vitebsk-Orsha de 1944. En 1947 fue condenado como criminal de guerra en la Unión Soviética y sentenciado a 25 años de trabajos forzados. Traut fue liberado en 1955.

## Condecoraciones
- Cruz de Hierro (1914) 2ª Clase (21 de octubre de 1914) & 1ª Clase (17 de enero de 1917)[1]
- Broche de la Cruz de Hierro (1939) 2ª Clase (20 de septiembre de 1939) & 1ª Clase (4 de octubre de 1939)[1]
- Cruz de Caballero de la Cruz de Hierro con Hojas de Roble
  - Cruz de Caballero el 5 de agosto de 1940 como Oberstleutnant y comandante del I./Infanterie-Regiment 90[2]
  - Hojas de Roble el 23 de enero de 1942 como Oberst y comandante del Infanterie-Regiment 41 (mot.) y líder de la 10.ª División de Infantería[3]
- Cruz Alemana en Oro el 15 de diciembre de 1943 como Generalleutnant y comandante de la 78.ª División Sturm[4]